# 法隆寺金堂釈迦三尊像光背銘

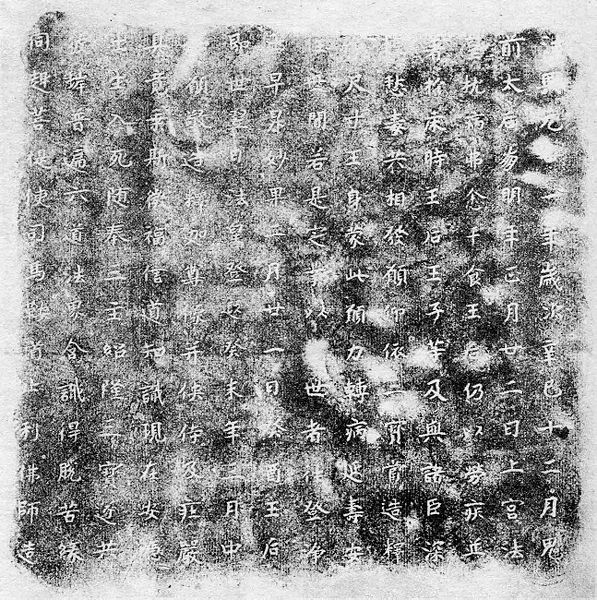
法隆寺金堂釈迦三尊像光背銘（拓本）

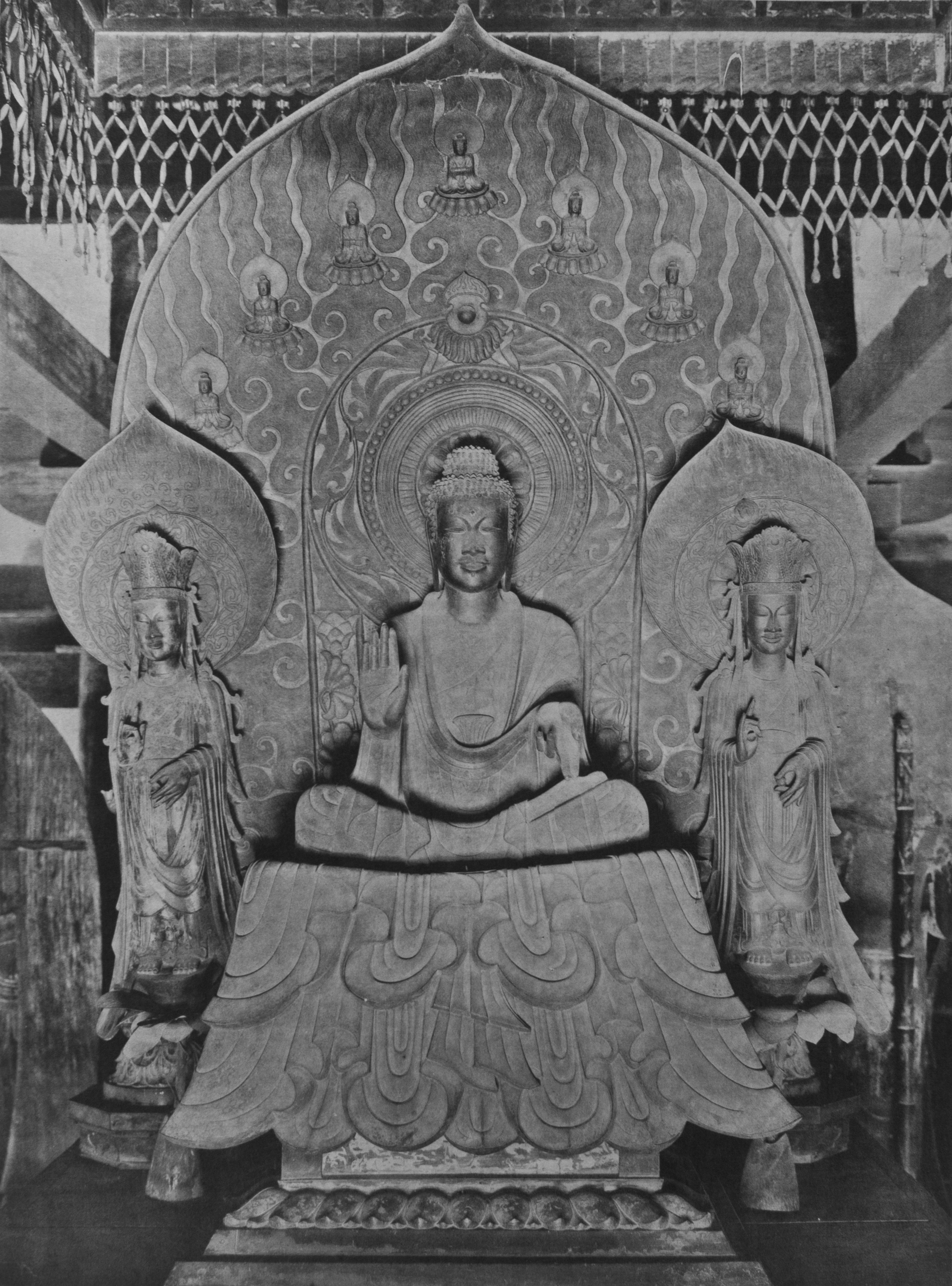
釈迦三尊像

法隆寺金堂釈迦三尊像光背銘（ほうりゅうじ こんどう しゃかさんぞんぞう こうはいめい）は、奈良県斑鳩町の法隆寺金堂に安置される釈迦三尊像の光背裏面に刻された銘文である。
題号の「釈迦三尊像」を釈迦三尊・釈迦如来・釈迦仏・釈迦像・釈迦などとも称し、銘文の内容が造像の由来であることから「光背銘」を造像銘・造像記とも称す。ゆえに法隆寺金堂釈迦造像銘などと称す文献も少なくない。

## 概要
法隆寺金堂本尊釈迦三尊像の舟形光背の裏面中央に刻された196文字の銘文である。銘文には造像の年紀（623年）や聖徳太子の没年月日などが見え、法隆寺や太子に関する研究の基礎資料となり、法隆寺金堂薬師如来像光背銘とともに日本の金石文の白眉と言われる。また、造像の施主・動機・祈願・仏師のすべてを記しており、このような銘文を有する仏像としては日本最古で、史料の限られた日本の古代美術史において貴重な文字史料となっている。
文体は和風を交えながらも漢文に近く、文中に四六駢儷文を交えて文章を荘重なものとし、構成も洗練されている。ただし、本銘文の真偽についてはさまざまに議論されており、現在でもこの銘文を後世の追刻とする見方もある（#刻字の年代を参照）。なお、その議論の対象は銘文のみで、仏像そのものの成立時期ではない。仏像の成立時期について市大樹は、「仏像の様式や技法などの点からも、623年頃に完成されたとみてよい。」と述べている。
 金堂釈迦三尊像
法隆寺金堂の中央に安置されている本尊・釈迦三尊像（国宝、指定名称は銅造釈迦如来及両脇侍像（止利作、金堂安置））は、中尊の釈迦如来坐像（像高87.5cm）と左右の脇侍菩薩立像の三尊からなる止利様式の仏像（#仏像様式と書法文化の源流を参照）である。三尊は背後に大型の舟形光背（全高177cm）を負う。宣字座と称される上下2段構成の箱形の木造台座上に釈迦如来が坐し、その左右に両脇侍像が侍立する。このように、本像は一光三尊の金銅像として日本で最も古い様式、また最も完具した仏像で、飛鳥彫刻の代表作とされる。そして光背裏面の銘文が美術史的、書道史的に本像をさらに重要なものとしている。

## 内容

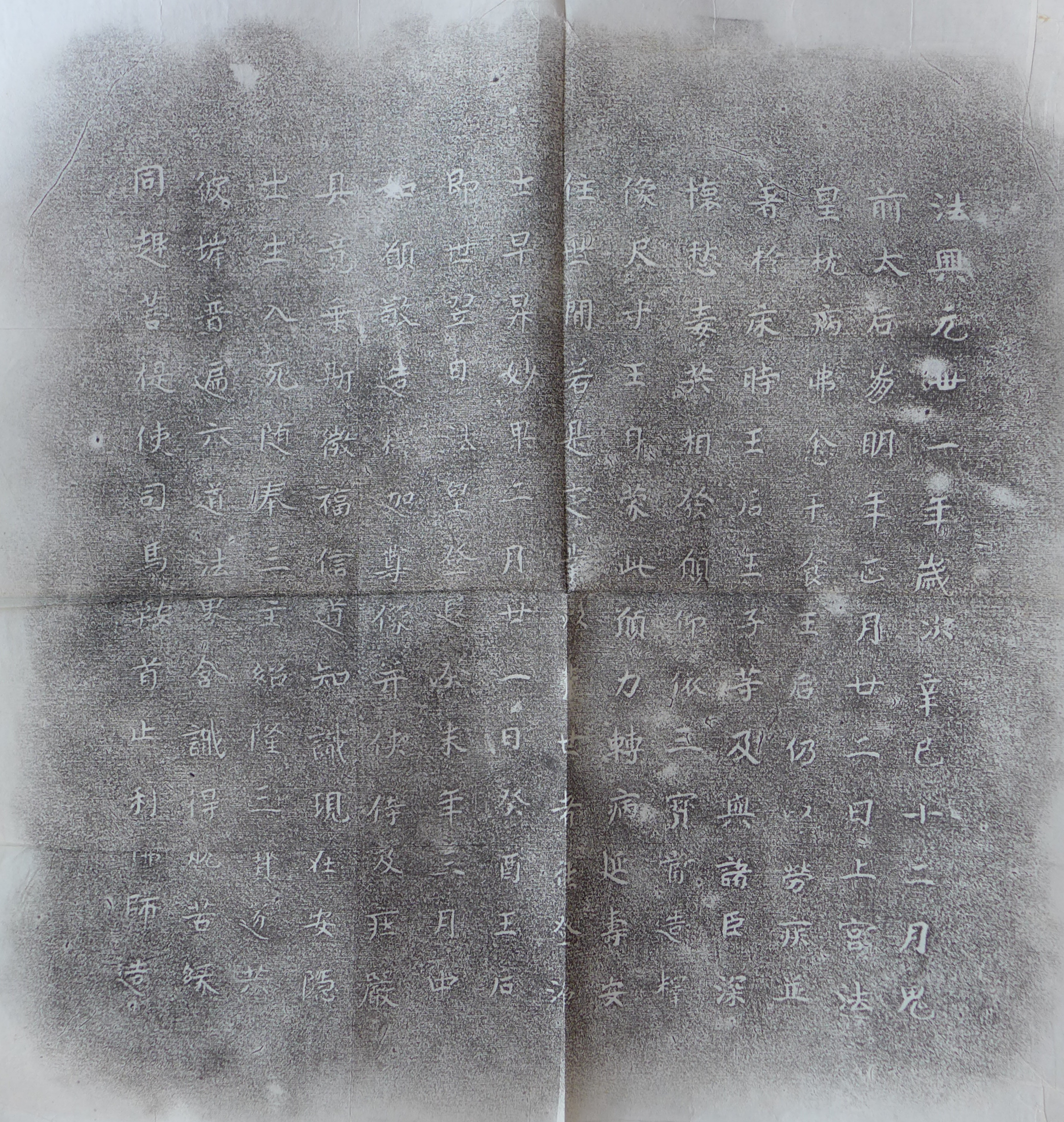
法隆寺金堂釈迦三尊像光背銘

文字面33.9cm四方に、196字を14行、各行14字で鏨彫りしている。1行の字数と行数を揃える形式は日本で唯一のものである。

### 大意
文面は、「推古天皇29年（621年）12月、聖徳太子の生母・穴穂部間人皇女が亡くなった。翌年正月、太子と太子の妃・膳部菩岐々美郎女（膳夫人）がともに病気になったため、膳夫人・王子・諸臣は、太子等身の釈迦像の造像を発願し、病気平癒を願った。しかし、同年2月21日に膳夫人が、翌22日には太子が亡くなり、推古天皇31年（623年）に釈迦三尊像を仏師の鞍作止利に造らせた。」という趣旨の内容である。
造像の施主たちは、銘文の前半では釈迦像の造像を発願しており、後半はその誓願どおりに造り終えたと記している。聖徳太子のために仏像を造ることが誓願であり、それは太子の生前に発せられた。その動機は太子の母の死と、太子と太子の妃が病に伏したことによる。まずは、この誓願の力によって、病気平癒を祈り、もし死に至ったときには浄土・悟りに至ることを祈念している。実際の造像は太子と太子の妃の死に際してであり、仏像を造り終えることで誓願が成就するとされている。と同時に造像の施主たちはその造像の利益によって、自分たちも現世での安穏と、死後には亡くなった3人（三主）に従って仏教に帰依し、ともに浄土・悟りに至ることを祈念している。そして末尾に造像の仏師を鞍作止利と記しているが、この時代の銘文に仏師の名前が記される例はほとんどない。施主たちが仏師の名をわざわざ記した理由は、鞍作止利が知恵者であるとともに、正しい行ないをなす者とされているがゆえに、施主の祈願に応じた仏像を造る者として、記名に値する存在であったからだと考えられる。

### 原文・訓読・口語訳
| 原文                                                                                                 | 訓読 | 口語訳 |
| --- | --- | --- |
| 法興元丗一年歳次辛巳十二月、鬼前太后崩。                                                             | 法興の元（がん）より三十一年、歳（ほし）は辛巳に次（やど）る十二月、鬼前太后、崩ず。 | 法興のはじめより31年、つまり推古天皇29年（621年）12月、聖徳太子の生母・穴穂部間人皇女が崩じた。 |
| 明年正月廿二日、上宮法皇枕病弗悆。                                                                   | 明年正月二十二日、上宮法皇、病に枕し、悆（こころよ）からず。 | 翌年（622年）正月22日、聖徳太子が病に伏し、気も晴れなかった。 |
| 干食王后仍以労疾、並著於床。                                                                         | 干食王后、よりて労疾（いたつき）を以て、ならびに床に著（つ）きたまふ。 | さらに、聖徳太子の妃・膳部菩岐々美郎女（膳夫人）も看病疲れで発病し、並んで床に就いた。 |
| 時王后王子等、及與諸臣、深懐愁毒、共相發願。                                                         | 時に王后・王子等、及び諸臣と與（とも）に、深く愁毒を懐（いだ）きて、共に相ひ発願す。 | そこで膳夫人・王子たち（山背大兄王ら）は諸臣とともに、深く愁いを抱き、ともに次のように発願した。 |
| 仰依三寳、當造釋像、尺寸王身。蒙此願力、轉病延壽、安住世間。若是定業、以背世者、往登浄土、早昇妙果。 | 仰ぎて三宝に依りて、当（まさ）に釈像の尺寸王身なるを造るべし。此の願力を蒙（こうむ）り、病を転じ寿（よわい）を延し、世間に安住す。若（も）し是れ定業にして、以て世に背かば、往（ゆ）きて浄土に登り、早く妙果に昇らむことを。 | 「三宝の仰せに従い、聖徳太子と等身の釈迦像を造ることを誓願する。この誓願の力によって、病気を平癒し、寿命を延ばし、安心した生活を送ることができる。もし、前世の報いによって世を捨てるのであれば、死後は浄土に登り、はやく悟りに至ってほしい。」と。 |
| 二月廿一日癸酉、王后即世。翌日法皇登遐。                                                             | 二月二十一日癸酉の日、王后即世す。翌日法皇登遐す。 | しかし、2月21日、膳夫人が崩じ、翌日、聖徳太子も崩じた。 |
| 癸未年三月中、如願敬造釋迦尊像并侠侍及荘嚴具竟。                                                     | 癸未年の三月中、願の如く敬（つつし）みて釈迦の尊像ならびに侠侍、及び荘厳の具を造り竟（おわ）りぬ。 | そして、推古天皇31年（623年）3月に、発願のごとく謹んで釈迦像と脇侍、また荘厳の具（光背と台座）を造りおえた。 |
| 乗斯微福、信道知識、現在安隠、出生入死、随奉三主、紹隆三寳、遂共彼岸、                               | 斯（こ）の微福（みふく）に乗（よ）り、信道の知識、現在には安隠（あんのん）にして、生を出でて死に入らば、三主に随ひ奉り、三宝を紹隆して、共に彼岸を遂げ、                                                                     | この小さな善行により、道を信じる知識（造像の施主たち）は、現世では安穏を得て、死後は、聖徳太子の生母・聖徳太子・膳夫人に従い、仏教に帰依して、ともに悟りに至り、                                                                                   |
| 普遍六道、法界含識、得脱苦縁、同趣菩提。                                                             | 六道に普遍する法界の含識も、苦縁を脱することを得て、同じく菩提に趣かむ。 | 六道を輪廻する一切衆生も、苦しみの因縁から脱して、同じように菩提に至ることを祈る。 |
| 使司馬鞍首止利佛師造。                                                                               | 司馬鞍首止利（しば くらつくりのおぶと とり）仏師をして造らしむ。 | この像は鞍作止利仏師に造像させた。 |

### 注解
- 法興（ほうこう）とは、私年号で、法興元年は崇峻天皇4年（591年）にあたる。大矢透の説では、591年を仏法興る元年においている。また、『釈日本紀』所収の「伊予国風土記逸文」に、「法興六年」（596年）と見える[26]。
- 鬼前太后（かみさきのおおきさき）とは、聖徳太子の生母・穴穂部間人皇女のこと[27]。ただし、穴穂部間人皇女を「鬼前太后」と呼ぶ例は他になく、この部分を「十二月鬼、前太后崩」と区切って読み、「鬼」を日付の意に解釈する説もある。「鬼」については、「一日」の意とする説（大矢透）、「晦日」の異名とする説（久米邦武）、二十八宿のうちの鬼宿に当たるとする説（福田良輔）などがある[28]。
- 上宮法皇（じょうぐうほうおう）とは、聖徳太子のこと[27]。
- 干食王后（かしわでのおおきみ）とは、膳（かしわで）夫人（膳部菩岐々美郎女）のこと[27]。
- 王子とは、山背大兄王らのこと。山背大兄王の生母は刀自古郎女であるが、山背大兄王は膳夫人の娘である舂米女王を妃としているので、膳夫人は義母にあたる[21][29]。
- 愁毒（しゅうどく）とは、愁えいたむこと[21]。
- 発願（ほつがん）とは、誓願を発（おこ）すこと[30]。
- 釈像とは、釈迦像のこと[8]。
- 尺寸王身（しゃくすんおうしん）とは、（釈迦像の大きさが）聖徳太子と等身であること。仏像を亡くなった者と等身に造る習慣は初唐にある[31]。釈迦如来坐像の像高は87.5cm、仏像の身長は坐像高の2倍であることから、聖徳太子の身長は175cmということになる[32]。
- 願力（がんりき）とは、誓願の力のこと。誓願は発することで効果が期待される。誓願は力をもつのである[30]。
- 定業（じょうごう）とは、前世から決まっている報いのこと[33]。
- 妙果（みょうか）とは、仏果と同意で、悟りのことをいう[27][34]。
- 三月中とは、「三月に」という時を示すもの。「中」は古代朝鮮半島での時を示す用法を受けた表記である[35]。
- 荘厳の具とは、ここでは光背と台座のことを指す。光背について『大智度論』は、釈迦の身から発せられる光明に触れることで、一切衆生は悟りに至ることができると説いている。二段重ねの高い台座に釈迦像が坐るのは、釈迦像に重ねられた聖徳太子が浄土に登ったことを示していると考えられる[36]。
- 信道の知識とは、道を信じる知識、つまりここでは造像の施主たちで組織された集団を指す[37]。
- 三主とは、亡くなった鬼前太后・上宮法皇・干食王后の3人を指す[38]。
- 紹隆（しょうりゅう）とは、受け継いで、さらにそれを盛んにすること[39]。
- 法界（ほっかい）とは、全宇宙のこと[40]。
- 含識（がんしき）とは、衆生のこと[41]。
- 造像の施主とは、造像の発願者のことであり、聖徳太子の妃（膳部菩岐々美郎女）・王子（山背大兄王ら）・諸臣である。仏像を造る動機は施主にあり、銘文は施主の立場から書かれるものである。銘文中、施主は自らを「信道の知識」と称している[37]。
- 聖徳太子の没年月日は、銘文中に推古天皇30年（622年）2月22日と見え、これは太子の命日を伝える最古の史料である。『日本書紀』には推古天皇29年（621年）2月5日とあるが、今日では本銘文の内容が太子の没年月日として定着している。総じて金石文は、作意がない限り、その物とともに終始しているので真実性が強い。しかも破れて失われやすい紙に書かれたのではなく、堅牢な材料である金石に、永く末代まで知らしめる目的をもって記されたものであるため、史料的価値の高さを期待されやすい傾向にある。なお、天寿国繡帳の銘文にも本銘文と同じ太子の没年月日が見える[16][42][43][44]。

### 書体・書風
本銘文の筆者は不明である。書体はやや偏平で柔らかみを帯びた楷書体であるが、196文字中、35文字が今日の活字に存在しない上代通行の文字で、日本の上代金石文にしばしば現れる、いわゆる俗字を用いている。用筆は遒勁で精熟、韻致の高い作である。鏨彫りを用いた刻法も行き届き、法隆寺金堂薬師如来像光背銘に見るような鏨のまくれがない。ただし、横画や転折にやや荒削りのところがあり、また、終わりの方は彫りが浅く、字体が萎縮している。全体的には整然と配置された字配りによって統一感に満ち、秀麗と評される。
書風には見解の相違があり、『法華義疏』に通じる六朝書風（南朝）、隋代の墓誌銘風、虞世南・欧陽詢らを思わせる初唐の書風などといわれている。大山誠一は、「六朝書風のところも、初唐の書風の部分もあり、一つの書風で書かれていない。」と述べている。銘文中に9文字ある「しんにょう」の書き方が特徴的で、「しんにょう」が右下に軽く消えるように流れている。これについて魚住和晃は、「南朝書法の影響を受けている。」と述べているが、大山誠一は、「8世紀の墨書土器などに見られ、日本化した書風と考えることができる。」と解釈し、六朝書風への限定を否定している。

#### 仏像様式と書法文化の源流
釈迦三尊像のようないわゆる「止利式」の仏像については、明治時代の学者・平子鐸嶺以来、中国北朝の北魏の仏像にその様式的源流を求めるのが長年の通説となっているが、これには異説もある。中国美術史学者の吉村怜は、止利式仏像の様式は中国南朝に源流をもち、それが朝鮮半島の百済を経由して日本へ伝えられたとした。この説は、日本に仏教を伝えた百済と中国南朝との国家の間には密接な外交関係があったのに対し、百済と北魏の間には交流のあった形跡が認められないことなどに基づく。
本銘文の書風の特徴の一つに起筆と収筆が尖りがちであることが挙げられるが、この特徴は北魏の書風には程遠いといえる。前述のように本像は北魏様式の仏像というのが通説であったため、この仏像様式と銘文書風との不統一は長い間の疑問であった。が、近年、同じように不統一な仏像が百済扶余地域から発見され、法隆寺の諸仏が百済扶余時代初期の様式の影響を受けたものであることが明らかになっている。また、百済の遺物である『武寧王陵買地券』（ぶねいおうりょうばいちけん、525年?）には買地券銘文が刻されており、これについて萱原晋は、「流麗な南朝系の楷書で書かれている。」と述べている。武寧王は南朝の梁との活発な交流を通して百済に熊津文化（ゆうしんぶんか）を築いた王として知られる。
欽明朝（在位・539年 - 571年）の頃から大化の改新（645年）まで、日本は特に百済との友好関係を強めていたため、南朝の文化が日本で盛行していた。しかし、それ以後は蘇我氏を倒した中大兄皇子（後の天智天皇）らによって、特に高句麗から北朝の文化が伝入され、中国南北両朝の文化が日本で並行して展開された。高句麗の遺文である『広開土王碑』（414年）は北魏の『鄭羲下碑』に通じ、日本の遺文である『宇治橋断碑』（646年・通説）は北魏の『張猛龍碑』の書法で刻されている。その『宇治橋断碑』には、上に大きな石（笠石）が乗せられていた形跡があり、これは同じく北魏書法で刻された日本の碑、『那須国造碑』（700年）や『多胡碑』（711年）などにも共通する。その笠石の形は、特に高句麗の墓石に多く見られるもので、魚住和晃は、「高句麗から百済を経由して北魏の書法が伝入する経過を示すものといえよう。」と述べている。

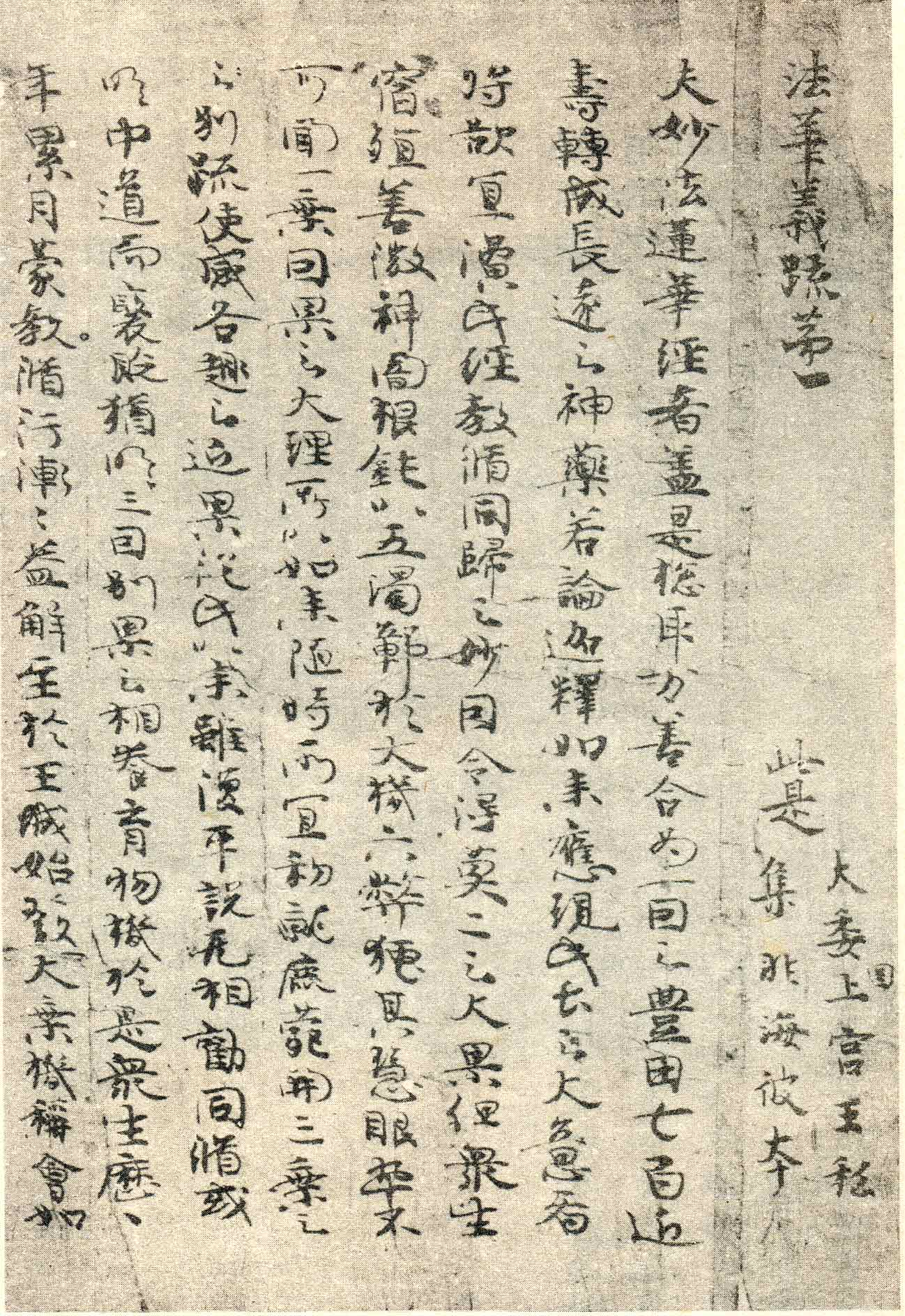
六朝書風（南朝書法、『法華義疏』、伝聖徳太子筆）
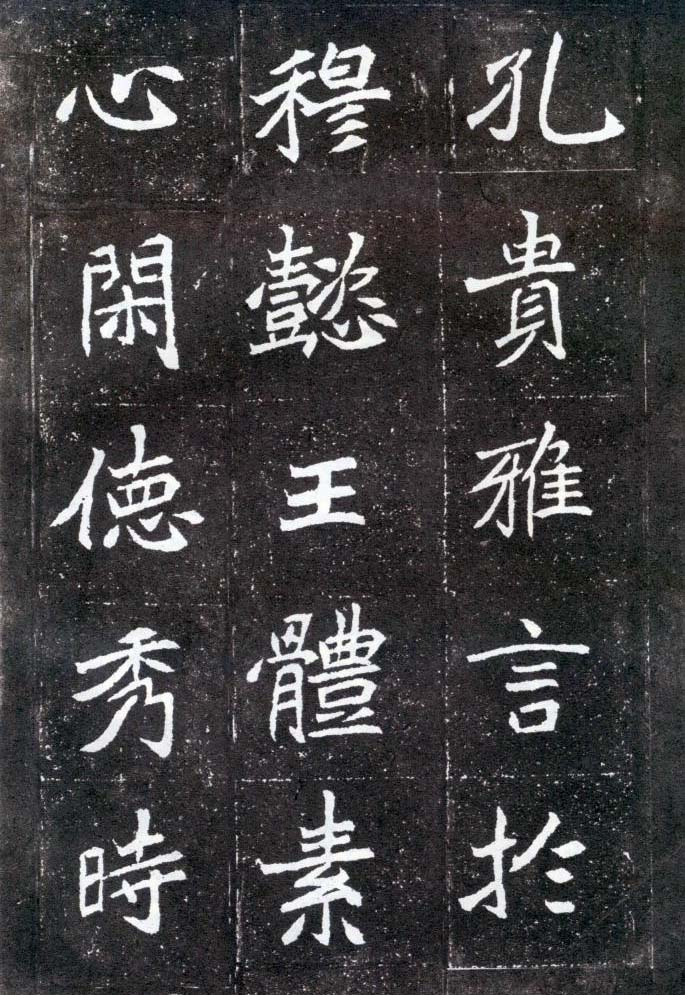
六朝書風（北魏書法、『元懐墓誌』）
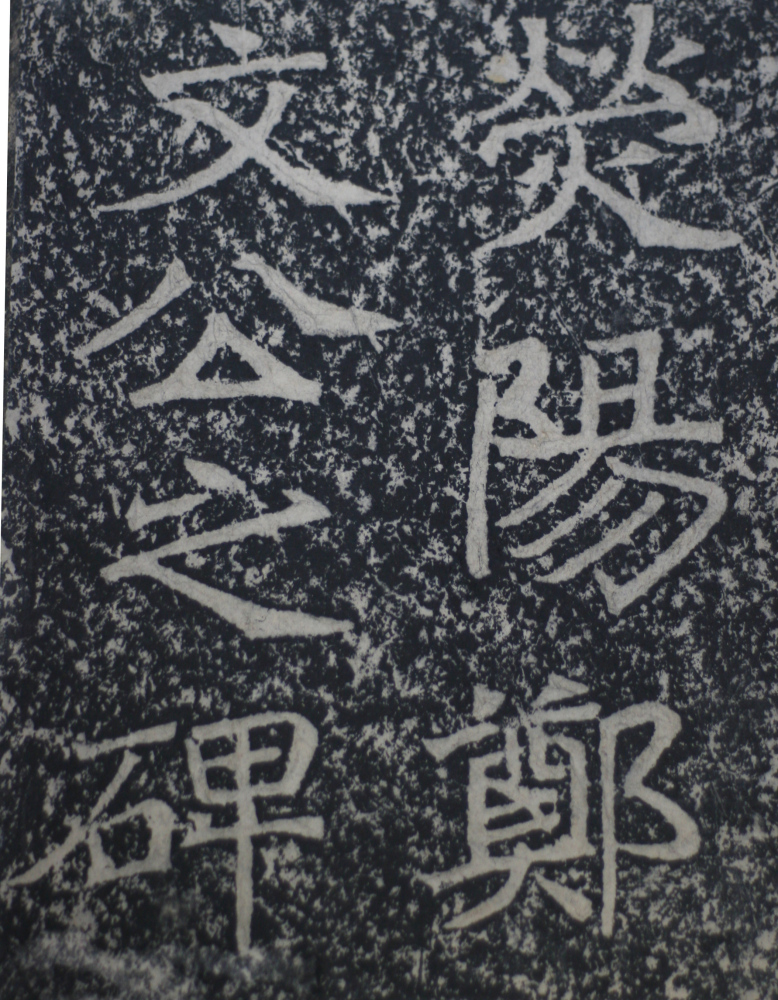
六朝書風（北魏書法、『鄭羲下碑』）
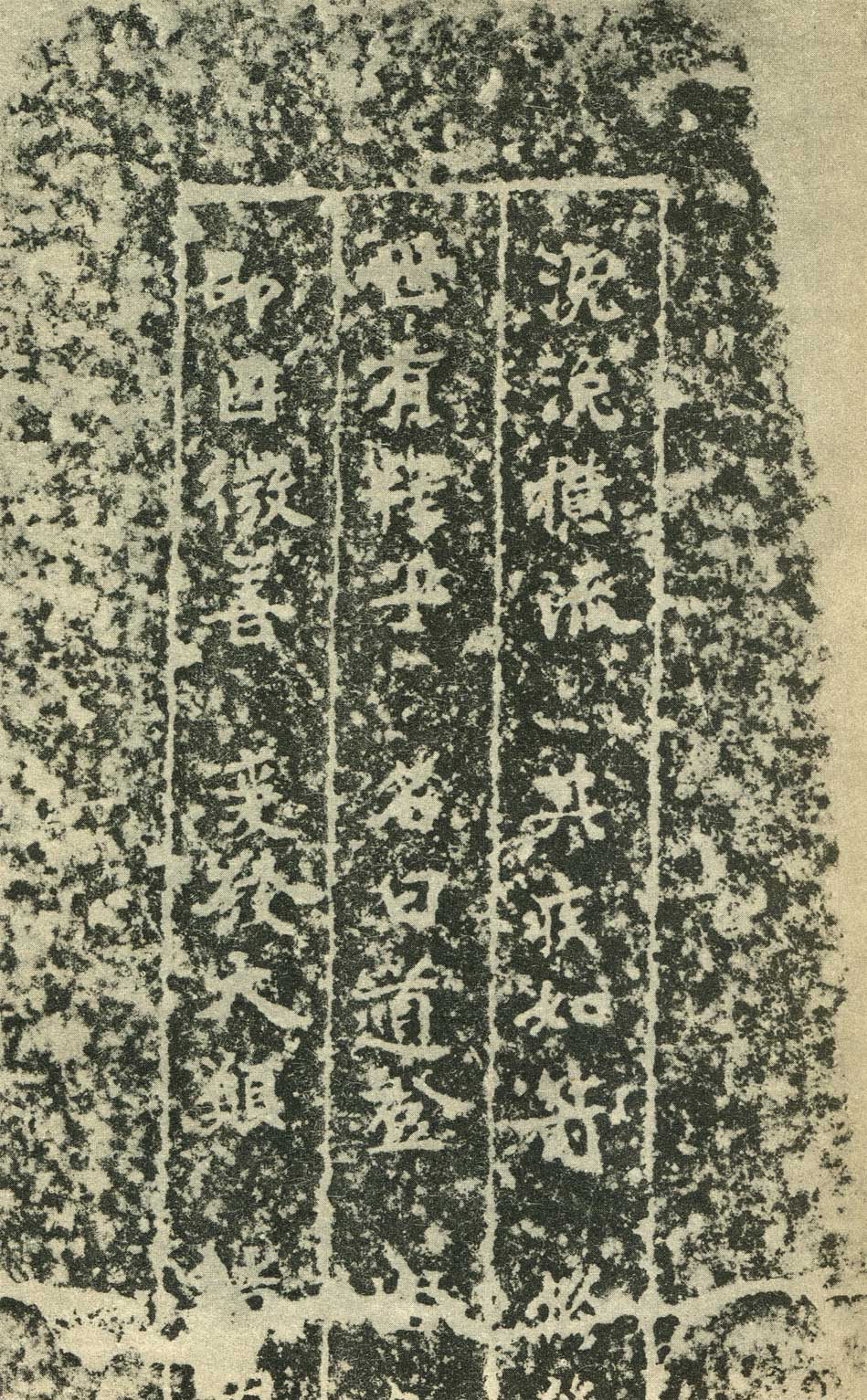
六朝書風（北魏書法、『宇治橋断碑』）
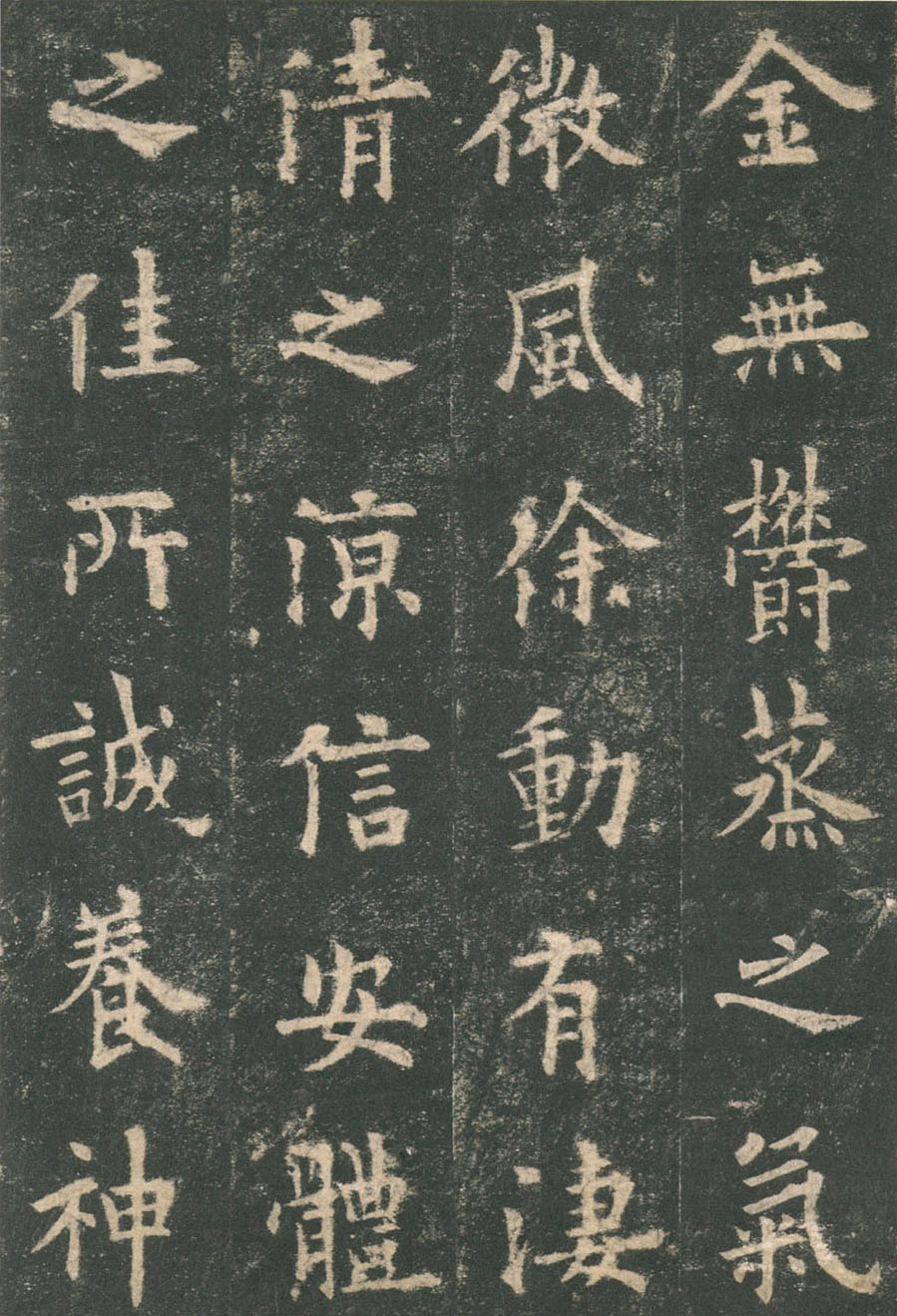
初唐の書風（『九成宮醴泉銘』、欧陽詢筆）

## 刻字の年代
河合敦は、「聖徳太子の業績は『日本書紀』においてかなり捏造されているという。それは同書が成立した奈良時代、時の為政者が太子を聖人にする必要があったことによるらしい。（趣意）」と述べているが、これは大山誠一の「聖徳太子は『日本書紀』によって生まれた。」という仮説に基づく。『日本書紀』成立（720年）以前に聖徳太子関係の正しい史料が存在すれば、その仮説は崩壊するが、その最も古く遡る可能性のある史料が、法隆寺金堂薬師如来像光背銘（607年）と本光背銘（623年）である。前者は後世の追刻である説が有力であるが、本光背銘に関しては、その真偽の決着がまだついていない。

### 623年刻字の肯定説
東野治之は本光背銘の詳しい実物調査を行ない、その調査報告に、仏像光背は最初から銘文を入れるように製作されていたことを論証し、それを支持する学者も少なくない（吉川真司、長岡龍作など）。
また、1989年の昭和資材帳調査で、釈迦三尊像の宣字形台座の下座下框から「辛巳年八月九月作□□□□」の墨書が発見された。この下框材は建造物の扉を転用したものとみられ、釈迦三尊像の完成が623年であることから、この墨書の「辛巳年」は621年に比定されている。森岡隆は、「当初から像と台座が一具であったことを示すもので、銘文を後刻したとは考えにくい。」と述べている。

### 623年刻字の否定説
623年の刻字を否定する説の根拠としては、以下のことがあげられている。
- 「法興」という年号は存在しないから後代に書かれたものである[65]。
- 「法皇」の語は、法王が天皇号の影響を受けたもので、後世に天皇号が成立した以後のものでなければならない（天皇号の成立年代については、法隆寺金堂薬師如来像光背銘#天皇号の成立年代を参照）[65]。
- 「仏師」の語は、和製語で、その使用は正倉院文書によると天平6年（734年）以後である[66]。

大山誠一は本銘文の成立時期について、上限を、天皇号によれば持統朝（在位・690年 - 697年）、仏師の語によれば天平6年（734年）とし、下限は『法隆寺伽藍縁起并流記資財帳』（747年成立）に釈迦三尊像の記録があることにより、天平19年（747年）としている。大橋一章は、推古朝に天皇号や「仏師」の語が存在しなかったとは断定できないとして、本銘文の推古朝成立を否定した笠井昌昭説を批判している。大橋は、正倉院文書以前の現存する文書資料自体が乏しく、その中に「仏師」の語が書き残される確率は低いことから、本銘文が「仏師」の語の使用の初例であっても不自然ではないとする。